# Liste de prénoms gallois
Cet article présente une liste de prénoms gallois, non exhaustive.
- Haut – A
- B
- C
- D
- E
- F
- G
- H
- I
- J
- K
- L
- M
- N
- O
- P
- Q
- R
- S
- T
- U
- V
- W
- X
- Y
- Z

(m) = prénom masculin
(f) = prénom féminin
(x) = prénom mixte

## A
(f) Aalana : variante de Alana
(m) Aberthol : prénom gallois signifiant sacrifice
(m) Adda : forme galloise d'Adam
(m) Addaf : variante de Adda
(m) Aedd : forme galloise du prénom irlandais Aed, de Aedh signifiant feu
(m) Aeddan : variante de Aed
(m) Aelhaearn : graphie originelle du prénom gallois Alouarn
(f) Afanen : prénom gallois signifiant framboise
(x) Afon : prénom gallois signifiant rivière
(m) Afran : forme galloise du prénom d'origine bretonne Avran
(f) Alahna : variante de Alana
(x) Alain : variante de Alan et Alana
(m) Alainn : variante de Alan
(f) Alainna : variante de Alana
(x) Alan : prénom gallois signifiant faon (Alan au féminin est une variante d'Alana)
(f) Alana : prénom gallois, peu usité au pays de Galles mais populaire en Bretagne
(f) Alane : Variante de Alana
(f) Alania : Variante de Alana
(f) Alanie : Variante de Alana
(f) Alanis : Variante de Alana
(m) Alawn : prénom gallois signifiant harmonie
(m) Alayn : Variante de Alan
(m) Albanwr : prénom gallois signifiant qui vient d'Écosse
(f) Aleen : Variante de Alana
(f) Alis : forme galloise du prénom d'origine germanique Aziliz, de adal signifiant noble et Haïd signifiant lande
(m) Allain : Variante de Alan
(f) Allaina : Variante de Alana
(f) Allainah : Variante de Alana
(m) Allan : Variante de Alan
(m) Alltu : prénom gallois
(f) Alma : prénom gallois
(f) Almeda : prénom gallois, de Mael signifiant princesse
(m) Alun : variante de Alan
(m) Alwin : prénom d'origine germanique de Al signifiant tout et win signifiant ami, ami de tous, usité au pays de Galles
(m) Alwyn : forme galloise de Alwin
(f) Alys : forme galloise du prénom Azilis
(m) Amaethon : prénom gallois signifiant cultivateur
(m) Amerawdwr : prénom d'origine celtique signifiant empereur
(m) Amon : prénom d'origine inconnue, usité au pays de Galles
(f) Amwn : prénom d'origine inconnue, usité au pays de Galles
(m) Anaw : prénom gallois signifiant riche
(f) Anawedd : prénom gallois, féminin de Anaw
(m) Andras : forme galloise du prénom d'origine grecque Andrev, de Andros signifiant courageux, viril
(m) Andreas : variante de Andras
(m) Aneirin : ancienne forme du prénom Aneurin
(m) Aneurin : prénom gallois signifiant noble, modeste
(m) Anfri : prénom d'origine inconnue signifiant disgrâce, usité au pays de Galles
(f) Angharad : prénom gallois signifiant aimé
(m) Anno : variante de Anaw
(f) Antonia : forme galloise du prénom d'origine latine Antona (féminin de Anton)
(f) Anwen : prénom gallois signifiant très belle
(f) Aranrhod : variante de Arianrhod
(m) Arawn : prénom d'origine mythologique, souverain de l'autre monde (en gallois : Anwynn), usité au pays de Galles
(f) Arddun : prénom d'origine inconnue, usité au pays de Galles
(m) Arian : prénom d'origine celtique signifiant argent
(f) Ariana : forme galloise du prénom d'origine grecque Arian
(f) Arianell : prénom gallois signifiant argent généreux
(f) Arianrhod : prénom gallois signifiant la roue d'argent
(f) Arianwen : prénom gallois signifiant argent blanc
(m) Arianwyn : prénom gallois, de Arian signifiant argent et gwyn signifiant brillant
(m) Arthfael : variante du prénom gallois Arzhel
(m) Arthur : prénom gallois, devenu anglais et français, Arzhur en breton, de Arth signifiant ours
(m) Arthvawr : variante de Arthur
(m) Arthwr : variante de Arthur
(m) Arthwys : prénom d'origine inconnue, usité au pays de Galles
(m) Arvel : prénom gallois signifiant colline, mont
(m) Arwystl : variante du prénom celte Arwestl, de aruuistl signifiant garantie
(f) Auriol : prénom gallois signifiant la fille d'or
(m) Avaon : prénom d'origine celtique, usité au pays de Galles
(m) Awstin : Forme galloise du prénom  Augustin

## B
(m) Baglan : variante du prénom celtique Baeleg de bagl signifiant crosse
(m) Bedwyr : guerrier manchot de la mythologie galloise faisant partie de la cour du roi Arthur, usité au pays de Galles
(m) Beli : forme galloise du prénom celte Bili, de Beli/Belenos signifiant divinité celtique
(m) Bercelak  : prénom d'origine celtique, usité au pays de Galles
(m) Berthwyn : prénom d'origine inconnue, usité au pays de Galles
(m) Berwyn : prénom gallois, de Bari signifiant tête et wyn signifiant blanc
(x) Bethan : diminutif usité au pays de Galles du prénom d'origine hébraïque Elibouban signifiant dieu est pleinitude
(f) Betris : forme galloise du prénom d'origine latine Béatrice
(m) Beuno : prénom d’origine inconnue, usité au pays de Galles
(m) Bevan : prénom gallois signifiant fils de Ewan
(m) Bleddyn : prénom gallois, de blaidd signifiant loup, petit loup
(m) Bledri : prénom gallois, de blaidd signifiant loup et ri signifiant roi
(m) Bleidd : prénom gallois signifiant loup
(m) Bleizian : prénom gallois signifiant petit loup en gaulois
(f) Blodeuwedd : prénom gallois signifiant visage de fleur
(f) Blodeuwez : prénom gallois signifiant forme de fleur
(f) Blodeuyn : variante du prénom Blodwen
(f) Blodwen : prénom gallois signifiant fleur blanche
(m) Braen : prénom gallois signifiant corrompu
(m) Braith : prénom gallois signifiant tacheté
(m) Bran : prénom d'origine galloise et irlandaise signifiant corbeau
(f) Branwen : prénom gallois, signifiant corbeau blanc ou sein blanc
(m) Briafael : variante du prénom gallois Brieg
(m) Briavael : variante du prénom gallois Brieg
(m) Briavel : variante du prénom gallois Brieg
(m) Brieg : prénom gallois, de Bri signifiant dignité et Mael signifiant prince
(m) Brochfael : variante du prénom d'origine inconnue Bronvel, de Broch signifiant blaireau et de Mael signifiant prince
(m) Brochmael : variante du prénom d'origine inconnue Bronvel
(f) Bronwen : prénom gallois, de Bron signifiant sein et Wen signifiant blanc
(f) Bronwyn : variante de Bronwen
(m) Brychan : prénom gallois sinfifiant tacheté
(m) Bryn : prénom gallois signifiant monticule, colline
(m) Bryne : variante de Bryn
(m) Brynley : variante de Bryn
(m) Brynmor : prénom gallois, de Bryn signifiant colline et Mor signifiant grande
(x) Brynn : variante de Bryn
(m) Bugi : variante du prénom breton Bug
(m) Bydan : variante du prénom celte Bedan, de Bed signifiant monde

## C
(m) Cadell : prénom gallois, de Cad signifiant combat
(m) Cadeyrn : prénom gallois, de Cad signifiant combat et Tiern signifiant chef
(m) Cadfael : variante du prénom d'origine celtique Kadvael signifiant prince combattant
(m) Cadfan : variante du prénom d'origine celtique Kavan signifiant sage combattant
(m) Cadman : variante du prénom d'origine celtique Kavan
(m) Cadmon : variante du prénom d'origine celtique Kavan
(m) Cadno : variante du prénom d'origine celtique Kanoù de Cad signifiant combat et Gnou signifiant connu
(m) Cadog : variante du prénom d'origine celtique Kadeg de Cad signifiant combat
(m) Cadogan : variante du prénom gallois Cadwgawn
(m) Cadwalader : prénom gallois, de Cad signifiant combat et de Gwaladr signifiant meneur
(m) Cadwaladr : variante du prénom gallois Cadwalader
(m) Cadwallon : prénom d'origine celtique, de Cad signifiant combat et de Uual signifiant valeur
(m) Cadwgawn : prénom gallois, signifiant glorieux au combat
(m) Cadwr : variante du prénom d'origine celtique Kadour, signifiant combattant
(m) Cadwy : variante du prénom d'origine celtique Kadeg de Cad signifiant combat
(m) Cadyrieith :
(m) Caerwyn : prénom gallois, de Caer signifiant forteresse et de Gwyn signifiant blanc (« forteresse blanche »)
(f) Cain : prénom d'origine celtique, signifiant beau
(m) Caoidhean : variante du prénom gallois Caointean, forme galloise du prénom d'origine latine Quentin/Quintin
(m) Caointean : forme galloise du prénom d'origine latine Quentin/Quintin
(m) Caradoc : variante du prénom gallois Karadeg signifiant aimable
(m) Caradog : variante du prénom gallois Karadeg
(m) Carannog : variante du prénom d'origine celtique Karanteg signifiant affectueux
(m) Carantmael : prénom gallois, de Kerent signifiant parent et de Mael signifiant prince
(m) Caredig :
(m) Carentoc : variante du prénom d'origine celtique Karanteg
(f) Caron : prénom gallois, de Caru signifiant amour, aimer
(m) Carwyn : prénom gallois, de Caru signifiant amour et Gwyn signifiant blanc
(f) Carys : prénom gallois, de Caru signifiant amour
(m) Catmael : variante du prénom d'origine celtique Katvael
(f) Catrin : forme galloise du prénom d'origine grecque Katell de Katharos signifiant pur
(m) Ceidio : variante du prénom d'origine celtique Kidiaw de Kid signifiant sympathique
(f) Ceinwen : prénom gallois, de Cain signifiant beau et Gwen signifiant blanc
(m) Ceitho : prénom gallois ; nom du fondateur de l'église de Llangeith dans le comté de Dyfed au pays de Galles (VIe siècle), saint célébré le 1er novembre.
(m) Celyn : prénom gallois signifiant houx
(m) Celynen : prénom gallois, signifiant houx
(m) Celynin : variante du prénom gallois Celynen
(m) Celynnen : variante du prénom gallois Celynen
(m) Cenydd : prénom gallois
(m) Ceredic :
(x) Ceri : prénom gallois, signifiant aimer
(f) Ceridwen : prénom gallois, de Cerdd signifiant poétesse et de Gwen signifiant blanc
(f) Ceridwenn : variante du prénom gallois Ceridwen
(f) Cerridwyn : variante du prénom gallois Ceridwen
(m) Cewydd : variante du prénom d'origine celtique Kewez
(f) Ciwa :
(m) Ciwg : prénom gallois
(m) Clesoeph : variante du prénom Klezef
(m) Clydog : prénom gallois, signifiant discret
(f) Clydwen : variante féminine du prénom gallois Clydwyn
(m) Clydwyn : prénom gallois, de Clyd signifiant discret et Gwyn signifiant blanc
(m) Cof : variante du prénom Koñv
(m) Conaid :
(m) Conwy : variante du prénom Konoi
(m) Crist : forme galloise du prénom d'origine grecque Kristen signifiant disciple du Christ (Kristos = Messie)
(f) Crystin : forme galloise du prénom d'origine latine Kristina signifiant Christ
(m) Cuintean : forme galloise du prénom d'origine latine Quintin
(m) Cunneda :
(m) Cybi :
(m) Cynan : variante du prénom d'origine celtique Konan, de Kon signifiant guerrier
(m) Cyndeyrn : variante du prénom d'origine celtique Kentiern, de Ken signifiant beau et de Tiern signifiant chef
(m) Cynfarch : variante du prénom d'origine celtique Konvarc'h, de Kon signifiant guerrier à cheval
(m) Cynfelyn : variante du prénom d'origine celtique Konvaelen, de Kon signifiant prince guerrier
(m) Cynfor : variante du prénom d'origine celtique Konveur signifiant grand guerrier
(m) Cynfyw : prénom gallois, de Cyn signifiant guerrier
(m) Cyngar : variante du prénom gallois Kongar signifiant parent de guerrier
(m) Cyngen : prénom d'origine celtique signifiant naissance d'un guerrier
(m) Cynhaearn : variante du prénom d'origine celtique Konhouarn, de Kon signifiant guerrier et de Houarn signifiant fer
(m) Cynhafal : prénom gallois, de Cyn signifiant guerrier et de Hafal signifiant pareil
(m) Cynheiddon : prénom d'origine celtique, de Cyn signifiant guerrier
(m) Cynidr : variante du prénom gallois Koner signifiant guerrier hardi
(m) Cynin : variante du prénom d'origine celtique Konin, de Kon signifiant guerrier
(m) Cynog : variante du prénom d'origine celtique Koneg, de Kon signifiant guerrier
(m) Cynon :
(m) Cynwyl :
(m) Cynydd : variante du prénom gallois Kontez signifiant chasseur
(m) Cynyr :
(m) Cystenian : forme galloise du prénom d'origine latine Konstantin signifiant persévérance

## D
(m) Dafydd : forme galloise du prénom hébraïque David
(m) Dai : forme galloise du prénom hébraïque David
(m) Deiniol : forme galloise du prénom hébraïque Daniel
(m) Deiniolen : forme galloise du prénom hébraïque Daniel
(f) Denw :
(f) Deryn : prénom gallois, de Aderyn signifiant oiseau
(m) Deved : prénom gallois, surtout utilisé en Bretagne, Deved étant le nom d'une région du pays de Galles (fêté le 21 décembre)
(m) Dewey : forme galloise du prénom hébraïque David
(f) Dilwen : prénom gallois, de Dilys signifiant véritable et Gwen signifiant blanc
(m) Dilwyn : prénom gallois, de Dilys signifiant véritable et Gwen signifiant blanc
(f) Dilys : prénom gallois, de Dilys signifiant véritable
(m) Docco : variante du prénom gallois Doha
(m) Docwyn : variante du prénom gallois Doha
(m) Doha : prénom gallois et breton
(m) Dona : variante du prénom d'origine celtique Don, de Dubno signifiant profond
(m) Drefer : prénom gallois
(m) Drustan : variante du prénom Tristan
(m) Drystan : variante du prénom Tristan
(m) Dubricius : variante du prénom gallois Dyfrig
(m) Dunawd : prénom gallois
(m) Dunwyd : variante du prénom d'origine latine Duned, de Donatus signifiant donné
(m) Dwyfael : prénom gallois
(m) Dyfed : variante du prénom gallois Deved
(m) Dyfnan : variante du prénom breton Donan signifiant petite profondeur
(m) Dyfnig : variante du prénom d'origine celtique Don signifiant profond
(m) Dyfrig : prénom gallois, vient de Dubro signifiant eau
(m) Dylan : prénom gallois signifiant vague (cf. Dylan Eil Ton)
(f) Dylana : féminin du prénom gallois Dylan

## E
(m) Edern : prénom gallois de Edyrn signifiant grand (Fêté le 30 août), fils du dieu Nuz
(m) Ednyfed : prénom gallois
(f) Edwen : prénom d'origine celtique, de Gwen signifiant blanc
(f) Efrddyl : prénom gallois. Nom de la mère de Saint Dyfrig
(m) Eilian : variante du prénom breton Elient
(f) Eiluned : variante du prénom gallois Luned
(f) Eilwen : prénom gallois de Ael et Gwen signifiant Front blanc
(m) Einion : prénom gallois signifiant Enclume
(f) Eira : prénom gallois signifiant Neige
(x) Eirian : prénom gallois signifiant brillante, Belle
(f) Eirlys : prénom gallois signifiant chute de neige
(f) Eirwen : prénom gallois signifiant blanche neige
(f) Elain : variante du prénom gallois Alana, Alan signifiant faon en gallois ancien
(m) Elgud : prénom gallois
(m) Elidyr : prénom gallois prénom du mari d'Eurgain
(m) Elisud : prénom gallois d'Elu signifiant aimable
(m) Eliud : prénom gallois d'El signifiant richesse et de Iud signifiant seigneur, véritable nom de Saint Telio
(m) Elli : variante du prénom d'origine celtique Ili
(f) Eluned : variante du prénom gallois Luned
(m) Emrys : prénom gallois signifiant immortel. Équivalent d'Ambroise en français.
(f) Enid : prénom gallois signifiant pureté
(m) Eudwy

## F
(f) Ffraid : variante galloise du prénom Brigitte

## G
(f) Gaenor : variante du prénom gallois Gwenhwyfar
(f) Gladys : prénom gallois signifiant chef ou d'origine celtique signifiant richesse
(m) Glyn : prénom gallois signifiant vallée
(m) Gruffudd : prénom gallois
(f) Gwenhwyfar : prénom gallois qui signifie La femme blanche ou La fée blanche, équivalant à Guenièvre
(m) Gwilym : variante du prénom Guillaume
(f) Gwyneth
(f) Gwladys : variante du prénom Gladys

## H
(m) Huw : variante du prénom Hugo
(m) Hywel : variante du prénom breton Hoël

## I
(m) Ianto
(m) Ieuan : variante du prénom Jean
(m) Ifan : variante du prénom gallois Ieuan

## L
(m) Llen
(m) Llywelyn
(m) Lloyd : signifie aux cheveux gris.

## M
(m) Mabon : prénom gallois
(f) Mabyn : féminin du prénom Mabon
(m) Macsen : prénom gallois équivalent de Maximus
(f) Maelona : prénom gallois
(f) Mair : variante galloise du prénom Marie
(m) Maredudd : plus vieille forme de Meredith
(f) Marenn
(m) Meredith : prénom gallois
(m) Merfin : prénom gallois signifiant ami de mer
(f) Myfanwy

## N
(f) Nesta : variante galloise du prénom Agnès

## O
(m) Owain : prénom gallois, considéré comme une forme d'Eugène

## P
(m) Pedr : variante galloise du prénom Pierre
(m) Peredur : nom de plusieurs personnages gallois historiques ou légendaires
(m) Phylip : variante galloise du prénom Philippe

## R
(m) Rhian : prénom gallois signifiant petit roi
(m) Rhodri : variante du prénom Roderic
(m) Rhys : prénom gallois

## S
(f) Siân : variante du prénom gallois Siwan
(m) Siarl : variante galloise du prénom Charles
(m) Sior : variante galloise du prénom Georges
(f) Siwan : variante galloise du prénom Jeanne

## T
(m) Tudur : variante galloise du prénom Théodore ; mieux connu sous la forme Tudor, nom d'une dynastie britannique
(m) Taron : prénom gallois signifiant tonnerre

## Sources
- (fr) arbre-celtique.com
- Tous les Prénoms celtiques d'Alain Stéphan - Éditions Jean-Paul Gisserot - Collection Terre des Celtes  (ISBN 2877473953)
- Encyclopédie de la mythologie d'Arthur Cotterell - Éditions de l'Orxois